# Torredonjimeno
Torredonjimeno és un municipi situat al sud-oest de la província de Jaén (Andalusia) a 17 km de la capital, i tradicionalment enquadrat a la comarca de la Campiña de Jaén, encara que actualment pertany a la Comarca Metropolitana de Jaén. Té 14.181 habitants i 157,6 km² d'extensió.
Torredonjimeno està situat en una zona de terra fèrtil, en què a penes hi ha accidents geogràfics significatius i en un encreuament de camins que posa en contacte les terres de Jaén amb la campiña cordovesa. Per tal motiu, existeixen indicis en el municipi de presència de diferents poblats al llarg de la història.
La localitat limita al nord amb Escañuela, Arjona, Villardompardo i Porcuna, al sud amb Martos, Jamilena i Santiago de Calatrava, a l'est amb Torre del Campo ia l'oest amb la comarca de Higuera de Calatrava. Es troba bastant vinculat a Jaén per la seva proximitat i bona comunicació.
La xarxa de carreteres properes a Torredonjimeno són la A-306, que uneix Jaén amb Còrdova, i la A-316 que va cap Martos. També destacar les comarcals JV-2121 que porta a Lendínez, la JV-2101 que condueix des de l'Pilar de Moya cap a la Higuera de Calatrava, la JV-2335 que condueix a Villardompardo i la A-321 que va des del Pilar de Moya cap a Arjona.

## Ciutats agermanades
- Vic, Catalunya